# Melinda Gates

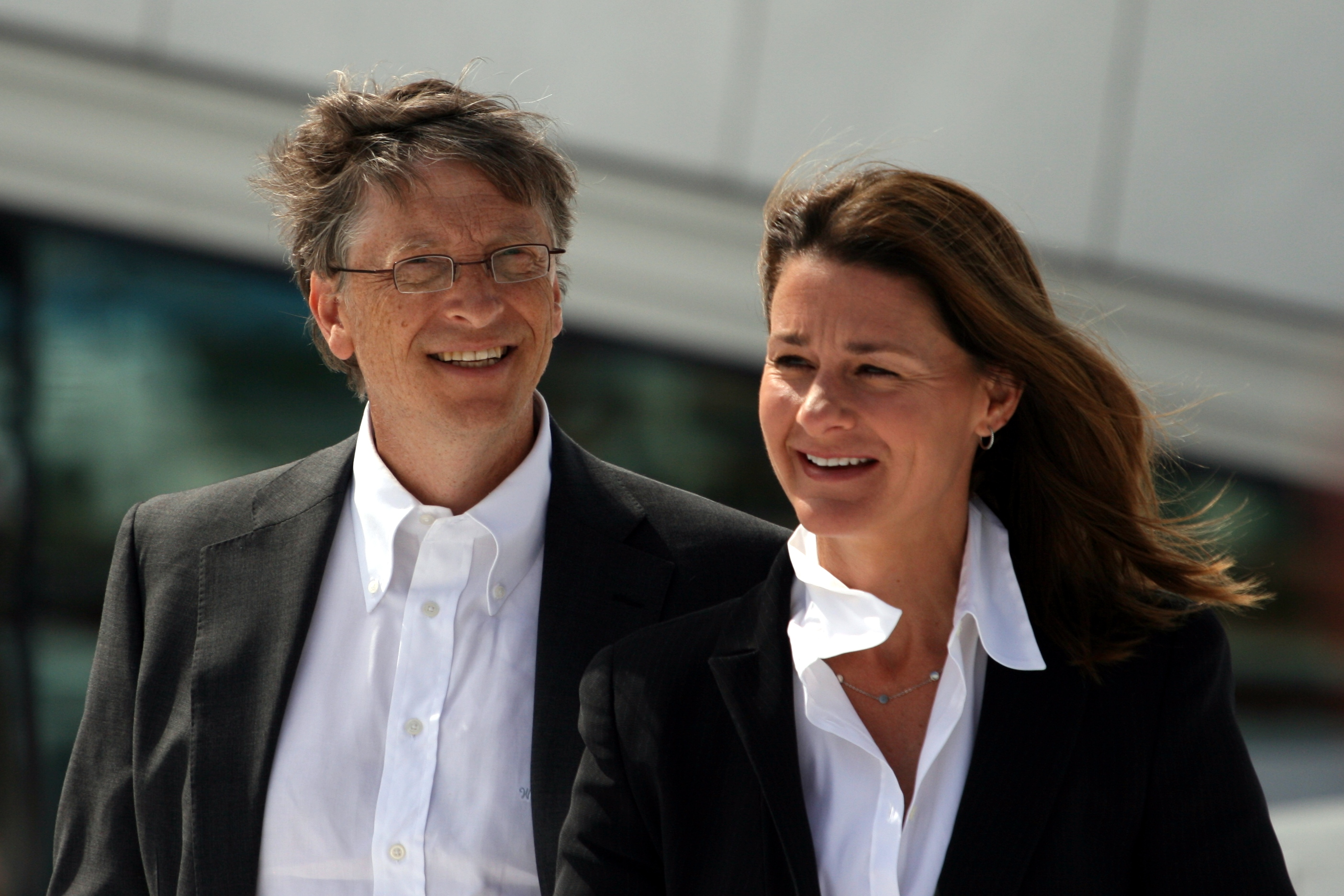
Bill Gates és Melinda Gates együtt 2009-ben

Melinda Gates, teljes nevén Melinda French Gates (született Melinda Ann French, Dallas, Texas 1964. augusztus 15.) a Bill and Melinda Gates alapítvány alapítója és társelnöke, Bill Gates egykori felesége. A Microsoftnál dolgozott és részt vett a Microsoft Bob, Microsoft Encarta és Expedia létrehozásában.
A Forbes magazin összesítése szerint, válását követően 5,8 milliárd dolláros vagyonával az 5. leggazdagabb nő a világon (2021) és a 411. leggazdagabb személy (2022).

## Magánélete
1994-ben ment férjhez Bill Gateshez.  A házassági ceremónia Hawaii szigetén volt Lanai városban.
Három gyermek édesanyja , ők Jennifer Katharine Gates (született 1996), Rory John Gates (született 1999) és Phoebe Adele Gates (született 2002). A Washington állambeli Medinában éltek egy Washington-tó partján lévő hatalmas házban.
A Gates házaspár 2021-ben elvált egymástól.

## Filantrópia
Melinda Gates, jelenleg volt férjével közösen a Bill & Melinda Gates Alapítványt vezeti, melyet 2000-ben hoztak létre, hogy jó példával járjanak elő más milliárdosoknak is, bíztatva őket is a nagyvonalú filantrópiára. Az alapítvány segélyeket biztosít a Föld elmaradt országainak, továbbá egészségügyi kutatásokat és védőoltásokat finanszíroz.
Később csatlakoztak Warren Buffet kezdeményezéséhez, melynek lényege az, hogy a leggazdagabb emberek vagyonuk felét adományozzák jótékonysági célokra. Melinda Gates válásukat követően is hű maradt a kezdeményezés alapgondolatához, azonban már nem kizárólagosan a Bill and Melinda Gates alapítványon keresztül jótékonykodott, hanem a Pivotal Ventures nevű befektetőcégével nőket segítő ötleteket is kezdett el megvalósítani. Az alapítvány négy külső taggal bővítette kuratóriumát, Bill Gates és volt felesége továbbra is társelnök maradt, de megállapodtak, amennyiben bármelyikük úgy dönt, hogy nem tudja folytatni a közös munkát, akkor Melinda French Gates mond le a posztjáról.

## Magyarul megjelent művei
- A nő helye. Változtassuk meg a világot a nők erejével!; ford. Getto Katalin; Bookline, Bp., 2019

## Díjai, elismerései
- Bambi-díj (2013)[14] A díjat a Bill & Melinda Gates Alapítvány kapta.